# Monte Licabeto
Monte Licabeto, também conhecido como Lykabettos ou Lykavittos (em grego:  Λυκαβηττός), é um monte de calcário formada no Cretáceo e localizado em Atenas, na Grécia. Com 277 metros de altitude, o morro é o ponto mais alto da cidade que o rodeia. Pinheiros cobrem sua base e em seus dois picos estão a Capela de São Jorge do século XIX, um teatro e um restaurante.
A colina é um destino turístico popular e pode ser alcançada pelo "Funicular Licabeto", um funicular que sobe o morro a partir de um terminal inferior em Kolonaki (a estação de comboios pode ser encontrada na rua Aristippou rua). O Licabeto aparece em várias lendas. Contos populares sugerem que era um refúgio de lobos, (lycos em grego), o que é, possivelmente, a origem do seu nome (significa "aquele [o morro] onde andam os lobos"). Mitologicamente, o Licabeto é creditado a deusa Atena, que o criou quando ela caiu de uma montanha que estava carregando de Pallene para a construção da Acrópole após a caixa segurada por Erictônio ter sido aberta.

## Ver também

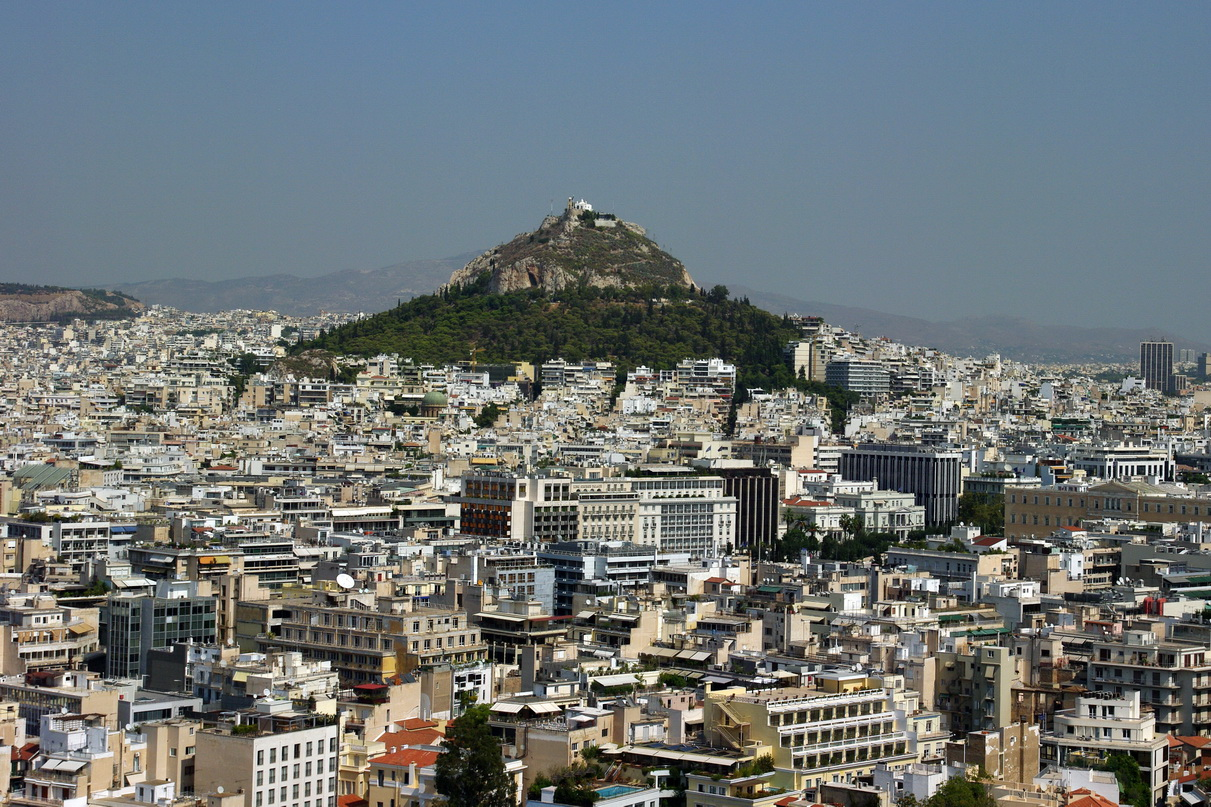
Monte Licabeto, Atenas